# سوزان كولينز (سياسي)
سوزان كولينز (بالإنجليزية: Susan Collins )‏ (و. 1952  م) هي سياسية، ومديرة أمريكية، ولدت في كاريبو، الحزب الجمهوري، و فاي بيتا كابا.

## مناصب
تولت منصب عضو مجلس الشيوخ الأمريكي خلال الفترات التالية:
- 3 يناير 2017–3 يناير 2019.
- 6 يناير 2015–3 يناير 2017.
- يناير 2013–3 يناير 2015.
- 3 يناير 2011–3 يناير 2013.
- 6 يناير 2009–3 يناير 2011.
- 3 يناير 2007–3 يناير 2009.
- 3 يناير 2005–3 يناير 2007.
- 7 يناير 2003–3 يناير 2005.
- 3 يناير 2001–3 يناير 2003.
- 3 يناير 1999–3 يناير 2001.
- 7 يناير 1997–3 يناير 1999.

وتولت منصب أمين صندوق الدولة ‏ (1992–1992).

## التعليم
تعلمت في جامعة سانت لورانس.

## جوائز
حصلت على جوائز منها:
- Maine Women's Hall of Fame [الإنجليزية]‏.

| المناصب السياسية | المناصب السياسية              | المناصب السياسية |
| ---------------- | ----------------------------- | ---------------- |
| سبقه             | أمين صندوق الدولة 1992 - 1992 | تبعه             |